# Belangenvereniging Minderjarigen
De Belangenvereniging Minderjarigen (BM) was gericht op het behartigen van belangen van minderjarigen en met name tehuisbewoners. De organisatie werd opgericht in 1971 in Lage Vuursche.
In de jaren negentig stierf de vereniging een langzame dood. 
De BM streed tegen de disciplinering van kinderen in deze maatschappij. Ze ging daarbij uit van een anti-kapitalistische klasseanalyse. Strijdpunten waren onder andere de inspraak in tehuizen (democratisering), de afdracht van loon aan de tehuizen, bevorderen van inzicht in de eigen situatie van tehuisbewoners.
De BM kende een afdelingsstructuur, streed vaak samen met andere jongerenorganisaties als ANJV en VVDM en kreeg dikwijls steun vanuit de alternatieve hulpverlening. 
In veel tehuizen (met name rijksinrichtingen) werd de BM buiten de deur gehouden. Een, in 1975 aangenomen, links/liberale Kamermotie bracht daar weinig verandering in. De BM stelde zich daarbij eerder op als actiegroep dan als inspraakorganisatie.
In juni 1973 bezette de BM het kantoor van de Nationale Federatie voor Kinderbescherming in Den Haag om te protesteren tegen een koude sanering van het tehuizenbestand.
De BM gaf onder andere de rapporten Zetten zat gezeten (1973, 20 p.) en Zwartboek Zetten. deel 2 (1985, 66 p.) uit over de, volgens de BM, deprimerende situatie in de Heldringstichting te Zetten.